# Mathías Calfani
Mathías Calfani (Artigas, 21 de enero de 1992) es un exjugador de baloncesto uruguayo que disputó 20 temporadas como profesional, repartidas entre Uruguay, Argentina y Japón. Con 2,02 metros de altura, se desempeñaba como ala-pívot. Desde su retirada en 2025 ejerce como diretcor deportivo.

## Carrera profesional

### Biguá
En su adolescencia, Calfani se mudó de Artigas a Montevideo para incorporarse al plantel juvenil del club Biguá. Ganó la Liga Uruguaya de 2007-08 y 2008-09, y también el Campeonato Sudamericano de Clubes Campeones 2008, ganando todos sus encuentros. El técnico que lo llevó a ganar todos estos títulos fue Néstor García.

### Tabaré
Se sumó a Tabaré para disputar el Metropolitano 2011 y luchar por devolver al club a la primera división del baloncesto uruguayo. Tras disputar toda la temporada se consagró campeón, cumpliendo así el objetivo inicial. Calfani integró la defensa menos goleada del torneo, con una media de 69 puntos recibidos por encuentro.

### Regreso a Biguá
Regresó al club para disputar la Liga Uruguaya de Básquetbol 2011-12, llegaba a un club que acababa de llegar a la final de la Liga Uruguaya de Básquetbol 2010-11 cayendo con el Club Malvin. Disputó 34 partidos con promedios de 8,1 puntos, 6,1 rebotes, 1,1 asistencias y 1,2 bloqueos por partido.

### Malvin
El 29 de junio del 2012 se confirmó su llegada a Malvin. La situación económica de Biguá, y un contrato que exigía una remuneración que ascendía año a año en el Pato de Villa Biarritz hacía que Biguá no pudiera sostener el contrato del joven de 20 años. Por eso, en horas de la mañana del viernes 29 de junio quedó todo acordado para que Calfani juegue en Malvín por las próximas cinco temporadas. Terminó disputando 4 temporadas en el club, ya para la última de las cuatro el club argentino San Lorenzo estaba detrás de sus paso. Salió campeón de Liga Uruguaya de Básquetbol 2013-14 al ganarle la serie 4 - 1 a Defensor Sporting y la Liga Uruguaya de Básquetbol 2014-15 al ganarle la serie 4 - 1 a Trouville, consagrándose así bicampeón. En total disputó 154 partidos en la institución.

### San Lorenzo
El 1 de agosto del 2016 se confirma la llegada de Calfani al último campeón de la Liga Nacional de Básquet, San Lorenzo para disputar la Liga Nacional de Básquet 2016-17. Tras cerrar la serie de la final por 4 - 1 contra Regatas Corrientes se consagraron bicampeones (primer título de Calfani). Se convirtió en el primer uruguayo campeón de la Liga Nacional de Básquet, disputó 60 partidos y promedió 9 puntos y 4,67 rebotes por partido. Se confirma su continuidad por una segunda temporada tras volverse muy querido por parte de los hinchas del club de cara a disputar la temporada 2017/18 y la Liga de las Américas 2018, para la pretemporada se anuncia un partido contra los Toronto Raptors a disputarse en Canadá el 14 de octubre, el partido terminó 122 - 105 a favor de los canadienses. Tras ese partido se empezó a especular con que dos franquicias siguen los pasos del uruguayo, ellas serían Chicago Bulls y Oklahoma City Thunder. Una vez finalizada la temporada terminó ganando la LDA 2018. El 30 de abril del mismo año al vencer a Hispano Americano se aseguró, restando partidos por disputar, terminar la temporada regular en la primera ubicación de cara a los playoff.

### Japón
En 2019 firma por los Kawasaki Brave Thunders de la liga japonesa B.League. Tras una temporada, en la que promedia 10 puntos por partido, renueva por otra más el 21 de junio de 2020.

### Aguada
Tras dos temporadas en Japón, en julio de 2021 regrese a Uruguay, al firmar por el Atlético Aguada de la Liga Uruguaya de Básquetbol. Después de disputar 30 partidos, en abril de 2022, sufrió una lesión en la rodilla que lo dejó fuera de competición por el resto de la temporada.

### Obras Basket
Calfani fue contratado por el equipo argentino Obras Basket en septiembre de 2022, haciendo así su regreso a la Liga Nacional de Básquet.

### Retirada y director deportivo
Tras tres temporadas en Buenos Aires, en agosto de 2025 y a los 33 años, decide retirarse del baloncesto profesional y emprender una nueva estapa como director deportivo en su último club, el Obras Basket.

## Selección nacional

### Selección juvenil
Participó de dos torneos juveniles Sub-18, el primero fue el Campeonato FIBA Américas Sub-18 de 2008 que se disputó en la ciudad de Mar del Plata, Provincia de Buenos Aires, Argentina. En dicho torneo jugó 5 partidos con promedios de 9,4 puntos y 4,2 rebotes en 20,36 minutos por partido. La selección de baloncesto de Uruguay terminó en la sexta posición. El segundo torneo juvenil del que participó fue el Sub-18 FIBA Américas 2010 que se disputó en la ciudad de San Antonio, Texas, Estados Unidos. La participación de Mathías en este torneo fue mayor que en el anterior, promediando 17 puntos, 8,8 rebotes, 1,4 robos y 1 bloqueo en 27,48 minutos por partido tras 5 juegos. En esta ocasión Uruguay terminó quinto.
| Torneo                    | Sede           | Resultado |
| ------------------------- | -------------- | --------- |
| Sub-18 FIBA Américas 2008 | Argentina      | Sexto     |
| Sub-18 FIBA Américas 2010 | Estados Unidos | Quinto    |

### Selección mayor
En la Campeonato FIBA Américas de 2011 disputó 8 partidos promediando 3,6 puntos y 2,5 rebotes en 19 minutos por partidos, la Selección de Uruguay terminó dicho torneo séptimo.
En la Campeonato FIBA Américas de 2013 disputó 8 partidos promediando 6 puntos y 3,9 rebotes en 18,45 minutos por partidos, la Selección de Uruguay terminó dicho torneo séptimo. En la Campeonato FIBA Américas de 2015 disputó 8 partidos promediando 10,4 puntos y 6,9 rebotes en 24,13 minutos por partidos, la Selección de Uruguay terminó dicho torneo octavo. En la Campeonato FIBA Américas de 2017 no llegó a disputar ningún encuentro por lesión, la Selección de Uruguay terminó dicho torneo sexto.
| Torneo                        | Sede      | Resultado   |
| ----------------------------- | --------- | ----------- |
| FIBA Américas 2011            | Argentina | Séptimo     |
| FIBA Américas 2013            | Venezuela | Séptimo     |
| FIBA Américas 2015            | México    | Octavo      |
| FIBA Américas 2017            | Argentina | Sexto       |
| Clasificación al Mundial 2019 | América   | Clasificado |